# Български танкерен флот
Танкерният флот на България е съвкупността от танкерни кораби на страната, предназначени за морски превози на течни товари.
За кратко функционира специализираното държавно параходство „Български танкерен флот“ (1967 – 1976), съкратено „БТФ“, със седалище в Бургас.

## История

### Преди „БТФ“
България има малък нефтодобив, поради което внася от чужбина суров нефт за преработка и производство на нефтопродукти (включително горива) и готови течни горива. През 1950-те години вносът на нефт и течни горива става с чуждестранни танкери.
През 1955 г. Корабостроителен и кораборемонтен завод „Георги Димитров“ във Варна предава на военноморските сили първите български моторни танкери „Тюленово“ и „Белослав“. Те са с вместимост 300 тона, дължина 40,41 м, широчина 6,41 м, газене 2,75 м и дизелови двигатели с мощност 200 к.с. По този начин е поставена основата на българския танкерен флот и на превозите на наливни товари.
Първият петролоносач е закупен от Швеция през 1959 г. и е наименуван „Комсомолец“. Той плава под командването на капитан Васил Вълчанов до 1974 г., когато е изваден от експлоатация и е предаден за скрап.
През 1960 г. под ръководството на капитан Димитър Хаджииванов 12 960-тонният танкер „Антон Иванов“, извършва първото плаване на български кораб до Куба. След изваждането му от експлоатация е реконструиран в плаваща пречиствателна станция.
От 1961 г. е прието българските танкери да се наименуват на имената на български реки.
На 12 юли 1961 г. български флаг се вдига над танкера „Марица“ с вместимост 17 097 т под ръководството на капитан Димитър Прокопиев. На 21 юли 1961 г. капитан Славчо Рангелов приема 12 234-тонния „Арда“. На 22 януари 1962 г. отплава „Янтра“ с вместимост 15 530 т. и капитан Георги Генов. Под негово командване на 27 юли 1963 г. отплава 20 462-тонният „Дунав“.
През 1965 г. корабоплавателна дирекция „Балкантранс“ купува танкерите „Хемусит“, „Хидрофан“ и „Хиалит“, които от 22 януари 1970 г. носят имената съответно „Вит“, „Лом“ и „Ерма“.
По българска поръчка през 1966 г. в Осака, Япония са построени 25 585-тонните „Искър“ и „Огоста“ (капитан Иван Станчев), които са първите нови крупнотонажни танкери, използвани от българския танкерен флот. „Искър“ (капитан Славчо Рангелов) става и първият български кораб, който достига западното крайбрежие на Канада и товари във Ванкувър.

### „БТФ“, Бургас
От 1 октомври 1967 г. съществува самостоятелно параходство „Български танкерен флот“ със седалище в Бургас, под чието ръководство са предадени петролоносачите на българския флот.
На 5 ноември 1967 г. се вдига български флаг над „Въча“, а на 15 октомври 1968 г. отплава „Чая“ – построени в съветския завод „Залив“ в град Керч, Крим и първоначално наречени „Белатрикс“ и „Бенетнаш“. На 9 януари 1968 г. в Триест, Италия е вдигнато българското знаме над „Росица“ (3050 т) с капитан Кирил Фортунов, а през 1969 г. от Палермо, Италия под командването на капитан Иван Пашунов отплава „Тунджа“.
На 31 май 1972 г. „Струма“ поема на път под командването на капитан Динчо Лютов. На 12 януари 1974 г. българското знаме се вдига над „Места“, а на 12 юни 1974 г. – и над „Осъм“.
През 1975 г. балтийският завод в Ленинград започва строителството на серия бързоходни 15 540-тонни танкери на български екипажи: първи е предаден „Велека“ – 15 януари 1976 г., последен е „Камчия“ през 1977 г.

### След „БТФ“
На 1 октомври 1976 г. танкерите отново преминават към „Български морски флот“, Варна и се обособяват в отдел „Танкерно плаване“.
На 24 март 1976 г. в КК „Георги Димитров“, Варна под командването на капитан Видьо Видев е спуснат на вода 100 000-тонният моторен танкер „Хан Аспарух“ – най-големият кораб, построен в България.